# 马其顿 (希腊)
40°49′04″N 22°51′10″E / 40.8176812°N 22.8527142°E
马其顿（希臘語：Μακεδονία）是希腊面积最大、人口第二高的地区。它与西色雷斯和伊庇鲁斯往往被非官方地统称为北希腊。其地理位置为北纬40°45'，东经22°54'。
它包括古代马其顿帝国的大部分位于今天希腊北部的领域。后来这个名称被扩展到巴尔干半岛的其它部分，这个地区成为今天的馬其頓地区。希腊的马其顿地区占这个地区的52.1%的陆地面积以及52.9%的人口。到1912年为止它是奥斯曼帝国的一部分。1913年，奥斯曼帝国在欧洲的大部分领地被分给了希腊、塞尔维亚、保加利亚、阿尔巴尼亚和蒙特內哥羅。

## 行政区划
马其顿大区分三个大区，下分13个州，其下分县。地理上马其顿地区还包括只有男子居住的、自主的修道院共和国阿索斯神權自治共和國，不过这个地区行政上不律属希腊的马其顿地区。事实上阿蘇斯神權共和國在立法上基本上不服从希腊和欧洲的法律。由于这个地区只有修道院，这里不允许妇女进入。
以下为马其顿地区的三个大区及其州：
- 西马其顿大区包括：

1—卡斯托里亞州
2—弗洛里纳州
3—科扎尼州
4—格雷韋納州
- 中马其顿大区包括：

5—派拉州
6—伊马夏州
7—皮埃里亞州
8—基尔基斯州
9—塞萨洛尼基州
10—哈尔基季基州
11—塞雷州
- 东马其顿和色雷斯大区包括两个位于马其顿地区的州：

12—兹拉马州
13—卡瓦拉州
这个地区由希腊马其顿和色雷斯部管理。
马其顿地区与色萨利和伊庇鲁斯相邻。

## 地理

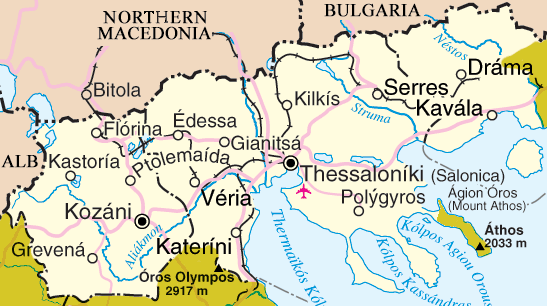
马其顿地图

马其顿总面积为34,231平方公里，地区内有许多高地，一些山脉高达2900米。大面积的、肥沃的平原主要分布在爱琴海海岸。哈利阿科门河、瓦尔达尔河、弥思塔河等注入爱琴海的河流的谷地穿过马其顿。马其顿与阿尔巴尼亚、北馬其頓共和國和保加利亚接壤。在希腊境内它与伊庇鲁斯、色萨利和西色雷斯相邻。爱琴海内的塔索斯岛也属于马其顿管辖，这个岛与萨莫色雷斯岛一起属于东马其顿和色雷斯大区。
整个地区的人口为2,625,681人，其首府和最大的城市是塞萨洛尼基，人口773,180人。
第二次世界大战后希腊的马其顿有时也被称为“爱琴海马其顿”。这个名字是约瑟普·布罗兹·铁托1945年发明的，其目的在于对希腊部分的马其顿提出领土主权要求以及刺激希腊内战。今天这个名字一般被马其顿人、偶尔在历史学中被使用，但是许多希腊人（尤其是住在马其顿地区的希腊人）非常討厭这个词。这个名字使他们想起第二次世界大战后铁托的南斯拉夫共产党曾经试图通过去除希腊这个名字来对马其顿地区提出领土要求。

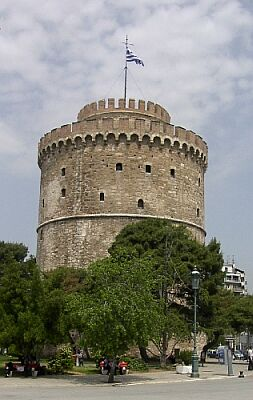
塞萨洛尼基的白塔

| 重要马其顿城市和人口      |           |
| 1. 塞萨洛尼基（大约人口） | 773,180人 |
| 2. 卡瓦拉                 | 63,774人  |
| 3. 塞雷                   | 56,145人  |
| 4. 卡泰里尼               | 55,721人  |
| 5. 兹拉马                 | 55,632人  |
| 6. 科扎尼                 | 47,451人  |
| 7. 韦里亚                 | 47,411人  |
| 8. 托勒密                 | 32,775人  |

### 首府

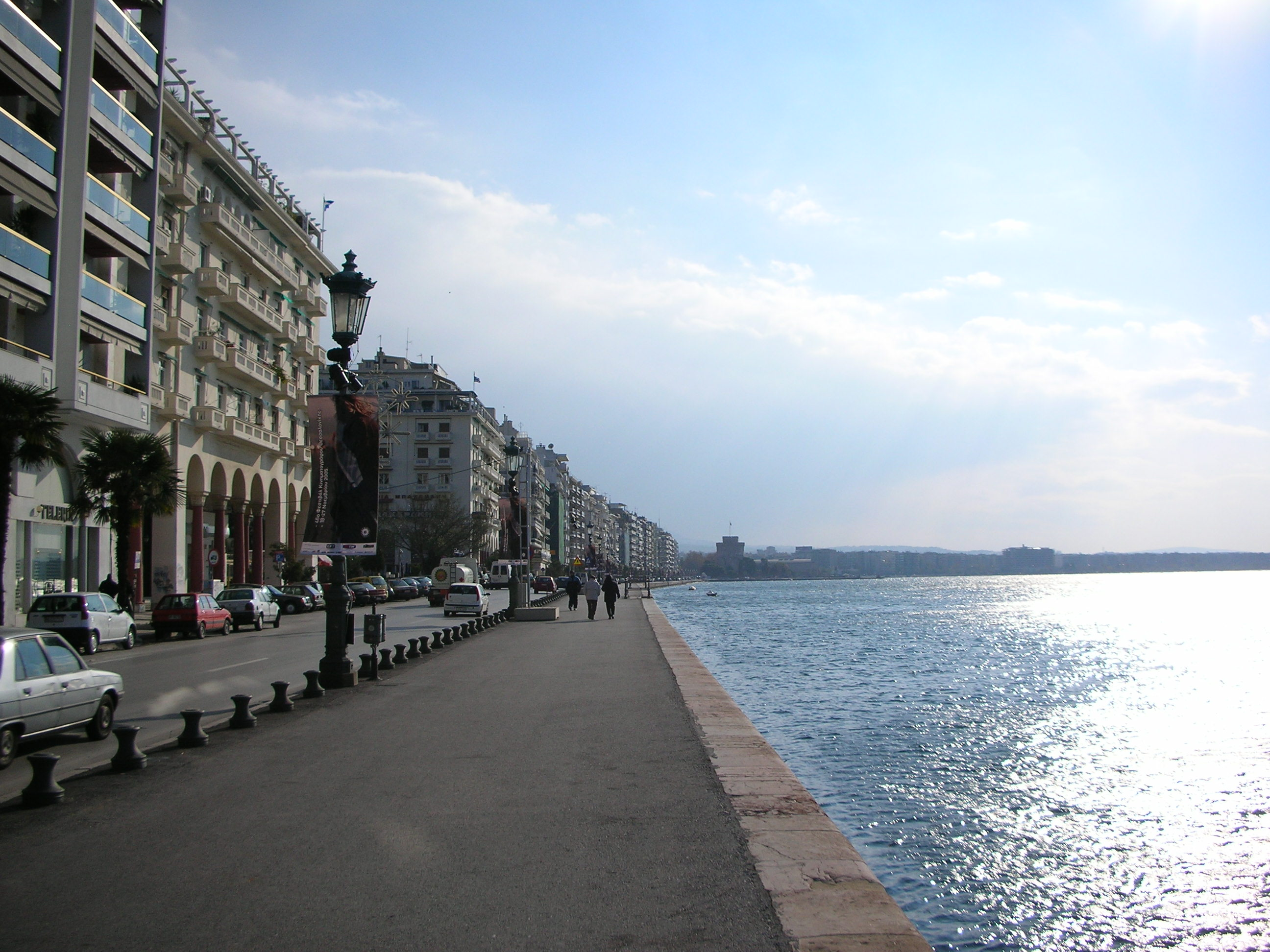
塞萨洛尼基的海滨

塞萨洛尼基是希腊马其顿地区的首府、希腊的第二大城市，它也是塞萨洛尼基州的首府和中马其顿大区的首府。整个都市地区的人口约为一百万人。
塞萨洛尼基是一座兴旺、生动的城市，其商业港对希腊来说具有战略意义。它是欧洲东南的一个重要经济、工业、商业和文化中心以及交通枢纽。市内有许多大学生，此外市内的许多拜占庭建筑物和生动的夜生活也非常有名。

## 经济和交通

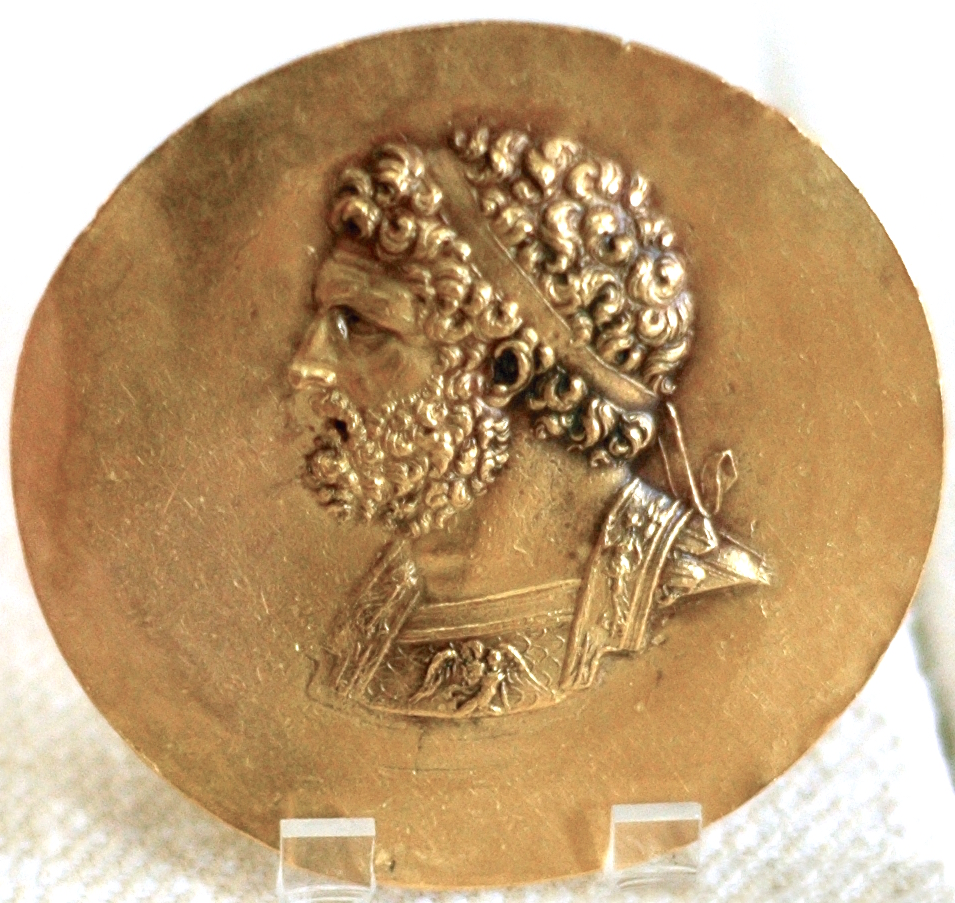
马其顿国王腓力二世

尽管马其顿地形复杂，在兹拉马平原和瓦尔达尔河河谷它拥有希腊最富饶的农田。这里有多种作物生长，比如稻、小麦、豆类、橄榄、棉花、烟草、水果、葡萄、葡萄酒和其它酒类。食品加工和纺织业是这里的主要生产工业。在海岸地区，尤其在卡尔息底斯半岛、塔索斯岛和奥林匹斯山北麓，旅游业也是重要工业。许多旅游者来自希腊本国的临近地区。
塞萨洛尼基是一座重要港口城市和工业中心。卡瓦拉也是马其顿的一座港口。除塞萨洛尼基的主要机场外卡瓦拉、科扎尼和卡斯托利亚也有机场。一条高速公路横贯马其顿，连结其重要城市。

## 历史

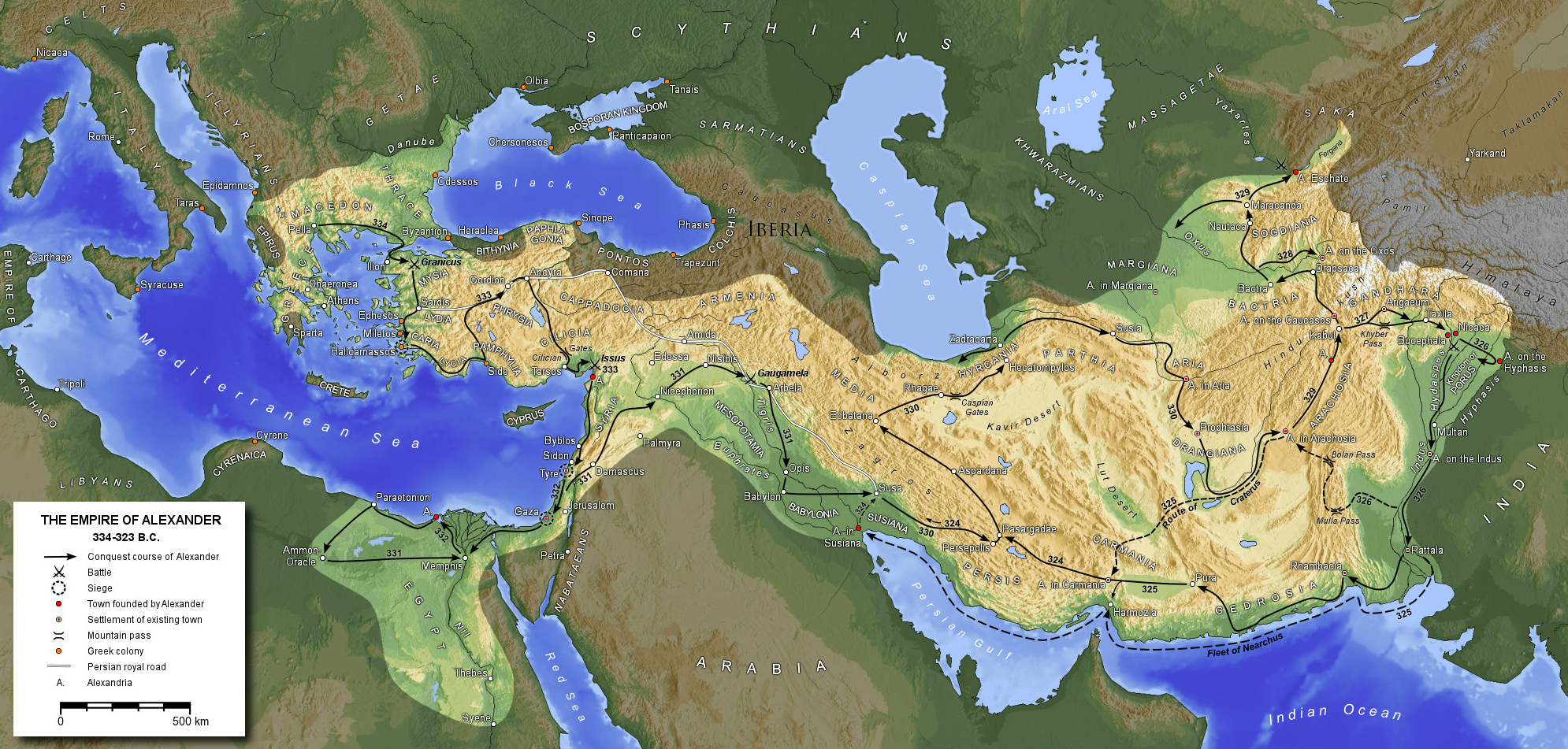
马其顿帝国领域

希腊马其顿的历史悠长，从古希腊一直到今天，从马其顿王国经过亚历山大大帝的帝国、罗马帝国、拜占庭帝国、奥斯曼帝国一直到巴尔干战争。

## 词源学
关于“马其顿”这个名称的来源有三个理论：

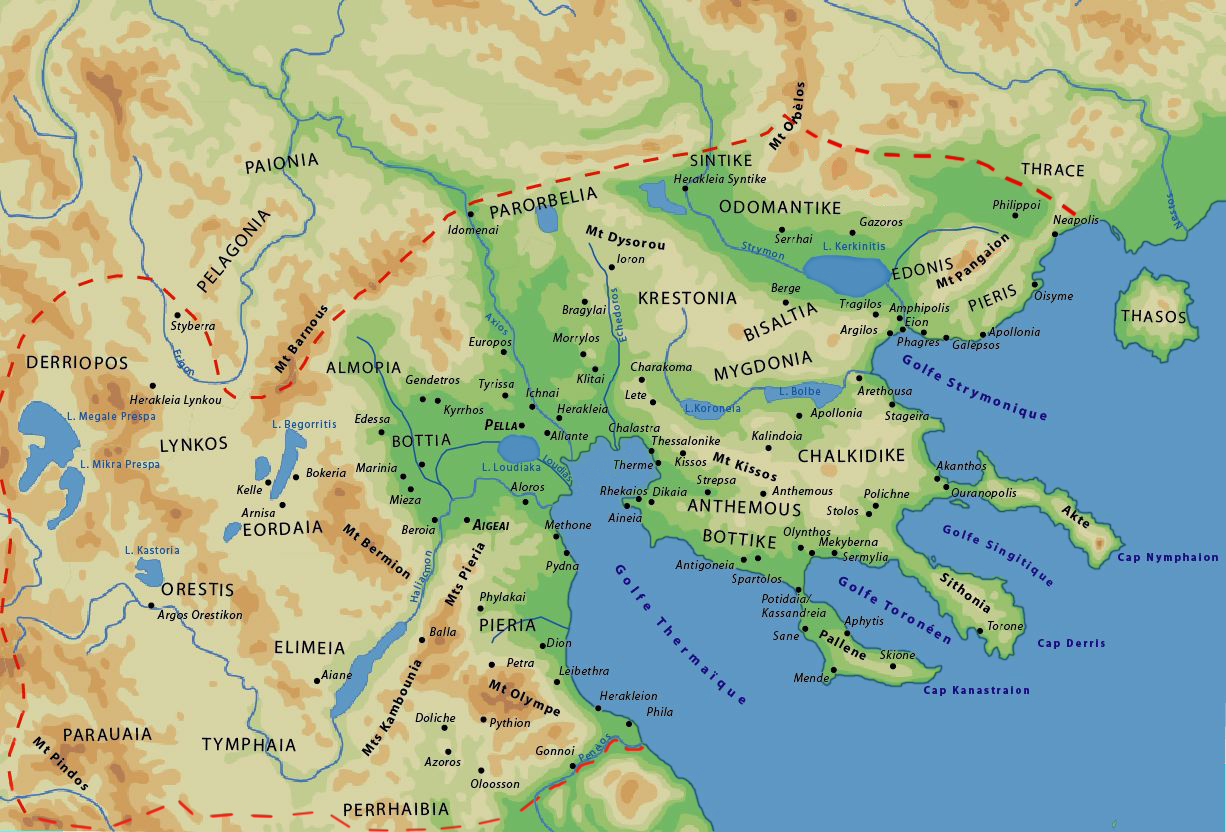
前4世纪以前马其顿王国的地区和城市

1. 按照希腊神话这是最早在马其顿地区定居的部落的首领和马其顿王国的创建人的名字。
2. 据希羅多德，是多里安人的一个部落的名字。这个名字可能来源于希腊多里安方言中的形容词，意思是“高”，原因是因为这些部落或其祖先比其他人高。荷马在他的《奥德赛》中使用这个形容词来描写一棵高大的杨树。阿里斯托芬在他的剧《鸟》中用这个词来描述设想的城市的城墙。
3. 一个未被证实的假设认为在假设的古马其顿语中是“高地人”的意思。

## 人口
马其顿的大多数居民是希腊人，其中大多数信奉希腊东正教。从中世纪到20世纪初马其顿的人口的数量和民族不确定。1904年奥斯曼帝国的人口普查在塞萨洛尼基纪录到373,227名希腊人和204,317名保加利亚人，对马其顿人没有记录（他们当时被看作保加利亚人）。按照这个统计数据希腊人在比托拉也占多数（261,283名希腊人和178,412名保加利亚人，后来这些保加利亚人均被看作是马其顿人）。希腊马其顿在1913年并入希腊前的人口估计很困难。这个地区的其它民族主要是土耳其人，还有一些犹太人，以及少量罗姆人、阿尔巴尼亚人和拉其人。
20世纪前半叶这个地区的民族分布发生了巨大的变化，最后希腊人成为绝大多数民族。1919年保加利亚与希腊签署条约互相交换人口。根据这个条约保加利亚被视为所有住在希腊的斯拉夫人的国家。大多数保加利亚的希腊人迁居希腊马其顿，大多数斯拉夫人迁居保加利亚。少数斯拉夫人通过改变他们的姓，或说他们是希腊人而留下。1923年希腊与土耳其签署洛桑条约，上万安那托利亚的希腊人迁居希腊马其顿，取代从这里迁出的土耳其人和其他穆斯林。
奥斯曼帝国统治时期马其顿的城市往往有许多名称。在归属希腊后其希腊名字成为官方名字。相应地保加利亚和南斯拉夫王国也采用自己的民族的名字作为官方名字。交换居民后许多地方按照其新居民的语言起了新名字。
在第二次世界大战中当地的居民由于饥荒、处决、屠杀和强行迁徙受到巨大损失。与纳粹德国联盟的保加利亚占领军迫害当地希腊人，在他们占领的东马其顿和西色雷斯殖民，并将当地的所有犹太人运走。马其顿平民死亡总数估计超过40万，其中包括5.5万希腊犹太人。此后希腊内战中的战斗也影响到了当地居民，加上战后的贫困迫使许多农村的马其顿居民迁徙到城市或外国。即使今天马其顿许多地方依然人烟稀少。
希腊语是主要语言和唯一的官方语言，此外还有少数其它语言的社群。
1980年代末、1990年代初东欧剧变后大量来自阿尔巴尼亚、保加利亚、马其顿共和国、罗马尼亚、塞尔维亚，甚至更远的俄罗斯、乌克兰、亚美尼亚和格鲁吉亚的人来到希腊和马其顿寻找工作。
从1951年开始希腊没有就母语问题进行人口普查，因此马其顿的主要少数民族的大小不明确。主要少数民族有：
- 拉其人
- 斯拉夫人